# Liste der Bischöfe von Trebinje-Mrkan
Die lateinische Diözese Tribuniensis wurde in der zweiten Hälfte des 10. Jahrhunderts durch Papst Gregor V. errichtet. Die Errichtung der Diözese Marcanensis geht auf das Jahr 1361 und Papst Innozenz VI. zurück. Unter Papst Clemens VII. würden die beiden Bistümer 1391 vereinigt.
Nach dem Tod Bischof Nikola Feric 1819 hat der Heilige Stuhl keinen Bischof mehr ernannt; ein Mitglied des Domkapitels von Dubrovnik sollte das Bistum als Apostolischer Delegat verwalten.
Mit apostolischem Schreiben vom 12. September 1839 setzte Papst Gregor XVI. die Bischöfe von Dubrovnik als Apostolische Administratoren für das Bistum Trebinje-Mrkan ein. Mit der päpstlichen Bulle Ex hac augusta Leo XIII. vom 5. Juli 1881 wurden die Bistümer neu geordnet und zusammengelegt. So entstand aus ehemals vier Bistümern nunmehr Mostar-Duvno (-Trebinje e Mrkan). 1890 wurde der Bischof von Mostar Apostolischer Administrator des Bistums Trebinje-Mrkan.

## Ordinarien
Die folgenden Personen waren Bischöfe und Administratoren des Bistums Trebinje-Mrkan (Bosnien und Herzegowina) bzw. seiner Vorgängerdiözesen:

### Bischöfe von Trebinje
- 1142–1154 Konstantin
- 1250–1276 Salvia, OSB
- 1322–1333 Nikola aus Dubrovnik, OFM
- 1344 Bonifatius
- 1345 Ivan de Mobili, OCist
- 1349 Ivan de Rupella, OCarm
- 1355 Matthias de Altamuta, OCist
- 1371 Nikola de Paden, OSA
- 1389 Ivan

### Bischöfe von Mrkan
- 1362–1370 Dessa auch (Uljas), OFM
- 1370–1374 Franjo (Franziskus)
- 1385–1393 Ratko aus Dubrovnik

### Bischöfe von Trebinje-Mrkan
- 1391–1416 Jakov Norvegije aus Dubrovnik, OP
- 1417–   ? Ivan Muzarić (Mazarek), OP
- 1425–1430 Dominik Grancorve, OP
- 1435 Ivan aus Dubrovnik, OP
- 1436–1456 Michael Natalis
- 1464–1481 Blaž (Blaise) aus Dubrovnik, OP
- 1481–1492 Donat Đurđević (Donato de Georgiis), OP
- 1493–1513 Đuro Kružić, OCist
- 1514–1527 Augustin Nallius (de Nabe), OP
- 1528–1532 Franjo Pucić (Francesco Pozzo), OP
- 1532–1562 Thomas Crijević (Cervino), OP
- 1562–1575 Giacomo Luccari, OFM
- 1575–1599 Somin Metis
- 1606–1608 Tommaso Nadal
- 1609–1615 Ambrosius Gozzeo, OP
- 1615–1647 Chrysostomus Antic, OSB
- 1647–1661 Savino Florian
- 1663–1668 Scipione de Martinis
- 1669–1703 Antonio Primi, OFM
- 1703–1727 Antonio Righi
- 1727–1731 Francesco Girolamo Bona
  - 1731–1733 Marcus Andriaski, Erzbischof von Sardica (Sredek, Sofia) als Administrator
- 1733–1760 Sigismond Tudisi
- 1760–1792 Anselmo (Nicolò) Cattich (Katić), OFM
- 1792–1819 Nikola Ferić

### Kapitelsvikare in Trebinje-Mrkan
- 1819–1837 Dominik Sokolović, Apostolischer Delegat Mitglied des Domkapitels von Dubrovnik
- 1837–1839 Nikola Đuran, Apostolischer Delegat Mitglied des Domkapitels von Dubrovnik

### Apostolische Administratoren und Bischöfe von Dubrovnik
- 1839–1842 Antun Giuriceo
- 1843–1855 Toma Jedrlinić
- 1856–1870 Vincenco Zubranić
- 1872–1881 Ivan Zaffron
- 1882–1890 Mato Vodopić

Das Bistum wird 1890 mit dem Bistum Mostar-Duvno vereinigt, siehe dann Liste der Bischöfe von Mostar